# Club athlétique de Saint-Étienne volley-ball
Cet article traite du club de volley-ball masculin. Pour l'article sur le club omnisports, voir Club athlétique de Saint-Étienne.
Le Club athlétique de Saint-Étienne volley-ball est un club français de volley-ball, section du club omnisports du même nom, basé à Saint-Étienne, qui évolue en Nationale 2 (4e niveau national) lors de la saison 2012-2013.Le club stéphanois évolue à présent en N3 masculine (5ème division nationale) depuis la saison 2017-2018. Grâce à sa bonne formation le CASE a connu de très bons résultats au niveau national ces dernières années dans les catégories jeunes. La section masculine a évolué au plus haut niveau national entre 1990 et 1994 participant lors de la saison 1993-1994 à une coupe d'Europe, la coupe de la CEV.

## Historique
- 1970 : Naissance de la section volley-ball du CASE
- 1978 : Accession en Nationale 3
- 1986 : Accession en Nationale 2
- 1988 : Accession en Nationale 1B
- 1990 : Accession en Nationale 1A (1er division de l'époque)
- 1993 : Le club termine 3e de Nationale 1A et participe à la coupe de la CEV
- 1994 : Le club est rétrogradé en Nationale 2 après des problèmes financiers et est renommé en Saint-Étienne Loire Volley-Ball (SELVB)
- 1995 : Le club redevient le CASE volley-ball
- 2004 : Accession en Nationale 2
- 2008 : Rétrogradation en Nationale 3
- 2010 : Accession en Nationale 2
- 2023: Accession en Nationale 2 (equipe féminine)

## Palmarès
- Championnat de France 
  - Troisième : 1993